# ثيودور أرنولد
ثيودور أرنولد (بالألمانية: Theodor Arnold) (و. 1852 – 1931 م) هو سياسي، من ألمانيا، ولد في هاله، توفي في زيتز، عن عمر يناهز 79 عاماً.

## مناصب
تولى منصب عمدة.